# کارووویتسه ویلکیه
کارووویتسه ویلکیه (به لهستانی:  Karłowice Wielkie) یک روستا در لهستان است که در گمینا کامیننگک واقع شده‌است.